# Iuri Bandajevski
Iuri Ivanovitx Bandajevski (en rus: Юрий Иванович Бандажевский) o Iuri Bandajeўski (en bielorus: Юрый Бандажэўскі) (9 de gener de 1957), va ser el rector fundador de la Universitat Mèdica Estatal de Hòmiel, a Belarús, dedicat a la investigació científica sobre les conseqüències sanitaries de l'accident nuclear de Txernòbil de 1986. L'any 1999 va ser detingut per les autoritats belarusses, que el van condemanar l'any 2001 per "corrupció", empresonament pel qual va ser considerat pres de consciència a causa de les seves crítiques a la gestió de les conseqüències de la contaminació radioactiva per part de les autoritats. Un cop alliberat l'any 2005, va obtenir la nacionalitat francesa.

## Trajectòria científica
Fill únic, el seu pare era funcionari del PCUS i la seva mare mestra. Als 16 anys va ingressar a la Universitat Mèdica Estatal de Hrodna. El 1987, després d'obtenir el seu segon doctorat, es va convertir en director del Laboratori Central d'Investigació Científica de Belarús. Va començar a treballar proposant a l'Acadèmia de Ciències i al Ministeri de Sanitat una sèrie de mesures i projectes de recerca. Als 33 anys, es va convertir en el professor més jove de medicina de l'antiga Unió Soviètica, i es va traslladar amb la seva dona Galina, pediatra i cardiòloga, a Hòmiel, a 130 quilòmetres al nord de Txernòbil, on el 1990 va ser nomenat rector de la Universitat Mèdica Estatal, institut de nova creació especialitzat en l'estudi de les conseqüències mèdiques de l'accident nuclar. Al llarg de nou anys, va publicar uns 240 articles sobre els efectes eliminatius de la radiació de dosis baixes. A través de diferents experiments, exàmens clínics i autòpsies, Bandajevski destaca els processos patològics induïts per la contaminació crònica dels nens. La seva recerca se centra en la correlació entre el nivell de cesi 137 mesurat en els seus cossos i les alteracions cardíaques (arrítmia…) revelades per l'electrocardiograma. Conclou que "l'acció prolongada d'elements radioactius en dosis baixes, en particular cesi 137, sobre òrgans vitals i sistemes com el cardiovascular, fetge, ronyons i sistema reproductiu, produeixen canvis patològics greus principalment relacionats amb el dany de la informació genètica".

## Empresonament
Després de ser detingut el 1999 en base a un decret presidencial contra el terrorisme, el juny de 2001 Bandajevski va ser sentenciat a vuit anys de presó amb l'argument que havia rebut suborns dels pares dels seus estudiants. El subdirector de l'institut, Vladimir Ravkov, també va rebre una condemna de vuit anys de presó. L'advocat de Bandajevski va afirmar que havia estat condemnat sobre la base de dos testimonis realitzats sota coacció, sense cap prova material. Segons molts grups de drets humans, Bandajevski era un pres de consciència. Segons Amnistia Internacional "la seva condemna estava relacionada relacionada amb la seva investigació científica sobre la catàstrofe de Txernòbil i les seves crítiques obertes a la resposta oficial al desastre del reactor nuclear de Txernòbil sobre les persones que viuen a la regió de Gómel". La seva detenció es va produir poc després de publicar informes crítics amb la investigació oficial que s'està duent a terme sobre l'incident de Txernòbil, en base a un decret presidencial (N21) sobre mesures urgents per a la lluita contra el terrorisme.
Bandajevski va sortir en llibertat condicional el 5 d'agost de 2005, amb la prohibició durant cinc mesos de sortir de Belarús. Posteriorment va ser convidat per l'alcalde de Clermont-Ferrand, a França, a treballar a la universitat i a l'hospital sobre les conseqüències de Txernòbil. A França, rebé el suport del CRIIRAD, la Commission de recherche et d'information indépendantes sur la radioactivité.
Des de 2013, Bandazhevsky ha estat al capdavant del projecte de recerca i protecció de la salut, "Txernòbil: Ecologia i Salut" al districte d'Ivankiv a Ucraïna, prop de Txernòbil, amb el suport de la Comissió Europea.